# Jarßum
Jarßum is een dorp vlak bij de stad Emden in de Duitse deelstaat Nedersaksen. Het dorp ligt direct achter de dijk langs de Eems. Bestuurlijk maakt het deel uit van Emden.
Het dorp heeft een kerk uit 1797. Deze verving een oudere kerk uit de veertiende eeuw.